# Zita Theunynck
Zita Theunynck (2 december 1989) is een Belgische auteur en scenarist. In 2017 kwam haar eerste roman Het wordt spectaculair. Beloofd. uit, die positief ontvangen werd. In oktober 2023 verscheen haar tweede boek, Dit is niet wat er zal gebeuren.
- Virtual International Authority File: 34149912489106211106